# TV All Stars
TV All Stars är ett fotbollslag i Sverige bestående av kända personer. Laget startades med det gamla TV-laget som förebild och leds av Patrick Ekwall.

## Spelare i TV All Stars
- Peter Antoine
- Challe Berglund
- Thomas Bodström
- Jan Bylund
- Daniel da Silva
- Ralf Edström
- Patrick Ekwall
- Chris Härenstam
- Glenn Hysén
- Klas Ingesson
- Peter Jihde
- Niclas Kindvall
- Pontus Kåmark
- Benno Magnusson
- Markoolio
- Roland Nilsson
- Sven Nylander
- Robert Perlskog
- Jovan Radomir
- Thomas Ravelli
- Olle Sarri
- Rickard Sjöberg
- Niklas Strömstedt
- Jens Tolgraven
- Magnus Wislander
- Miro Zalar

m fl...